# Nanna Svartz
Nanna Charlotta Svartz (née le 25 juillet 1890 à Västerås et décédée le 3 avril 1986 à Stockholm) est une médecin et chimiste suédoise, première femme professeure d'université publique en Suède. Ses recherches portaient sur les maladies gastro-intestinales et la rhumatologie. Elle développa dans les années 1930 un médicament pour traiter ces pathologies : la Salazopyrine.

## Biographie

### Enfance et éducation
Nanna Svartz est l'un des cinq enfants de Johan Anshelm Svartz, professeur de latin titulaire d'un doctorat en philosophie, et de son épouse Anna Charlotta (née Moxén). Sa famille déménage en 1908 à Stockholm où elle peut terminer ses études en 1910, dans une école pour filles qui autorise celles-ci à pouvoir obtenir un diplôme. La directrice de l'école (et son professeur d'histoire) était Lydia Wahlström, figure importante du mouvement suffragiste suédois.
En 1911, Nanna Svartz s'inscrit à l'Institut Karolinska. Outre un semestre à l'Université d'Uppsala, elle poursuit ses études à l'Institut Karolinska de Stockholm. Elle est obtient sa licence en médecine en 1918 et elle poursuit ses études afin d'obtenir son doctorat en 1927.

### Carrière et recherche

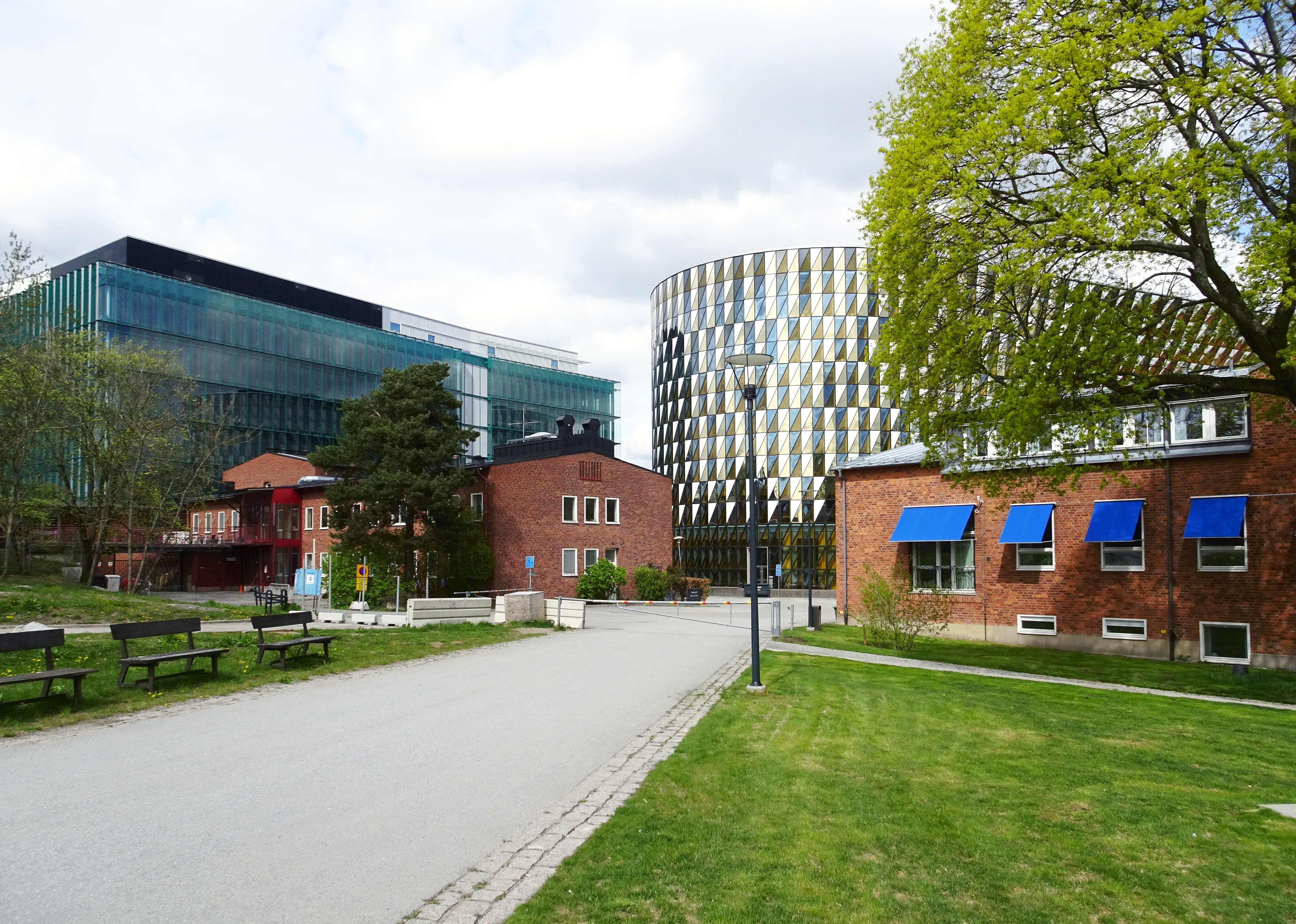
Nanna Svartz vag sur le campus de Solna de l'Institut Karolinska.

Juste après l'obtention de son diplôme de premier cycle, elle commence à travailler occasionnellement comme assistante à l'institut d'anatomie pathologique de l'Institut Karolinska et à la clinique ophtalmologique de Serafimerlasarettet. Elle travailla dans plusieurs établissements médicaux de Stockholm, passant du poste d'assistante à celui d'överläkare (directrice médicale adjointe) en 1936.
Dans les années 1930, elle développe la Salazopyrine pour traiter les rhumatismes et les maladies gastro-intestinales dans les années 1930. C'est le premier produit médical de Pharmacia et vendu depuis les années 1940. Le 17 décembre 1937, elle est nommée professeure de médecine interne à l'Institut Karolinska par décision gouvernementale. Avant elle, seule Sofia Kovalevskaya était devenue professeure en Suède en 1889, ce qui n'avait été possible que grâce au caractère privé de l'université. Nanna Svartz était en compétition avec huit hommes pour ce poste. Des médecins célèbres tels que Hans Christian Jacobaeus, Gustaf Bergmark, Sven Ingvar et Olav Hanssen soutinrent sa candidature. Elle est finalement choisie par vote des professeurs de l'Institut Karolinska. Bien qu'elle ait bénéficié du soutien d'alliés, dont Israel Holmgren, qui l'ont soutenue tout au long de sa carrière, de nombreux critiques doutent qu'une femme puisse devenir professeure. Étant toujours l'une des rares femmes à occuper les postes qu'elle occupe, elle observe une stricte séparation entre vie professionnelle et vie privée et adopte certains signes de professionnalisme masculin pour asseoir son autorité auprès de ses collègues et de ses étudiants. Elle porte toujours un costume-cravate et cache même sa grossesse, n'en informant ses collègues qu'après la naissance de l'enfant,.
En 1948, elle est nommée première directrice du nouvel institut de recherche du roi Gustave V (Konung Gustaf V:s forskningsinstitut) à l'hôpital Karolinska, que le roi lui-même inaugura la même année,.
Durant sa carrière, Nanna Svartz bénéficie d'un solide réseau national et international et parcourt l'Europe et le monde pour participer à des congrès et des études. Avec le professeur suisse Alfred Gigon, elle fonde la Société internationale de médecine interne en 1949. Elle accueille également le troisième congrès de l'organisation à Stockholm en 1954. Elle devient également le médecin de personnes influentes, par exemple Aleksandra Kollontaj et Karolina Widerström, qui était son mentor, et le compositeur Allan Pettersson.
Elle continue à travailler comme médecin actif jusqu'en 1957, et ne quitte la direction de l'institut qu'en 1960, tout en poursuivant ses recherches dans son laboratoire à l'hôpital Karolinska jusqu'à l'âge de 93 ans. Au cours de sa carrière scientifique, elle publie plus de 400 articles,.
Elle décède en 1986 à l'âge de 96 ans à Stockholm.

### Famille
Elle épouse le pédiatre Nils Malmberg en 1918 après l'avoir rencontré à l'école de Västerås et avoir étudié avec lui à l'Institut Karolinska. Ils ont une fille en 1929, Gunvor Svartz-Malmberg, qui devient également médecin.

### Activisme
Nanna Svartz s'intéresse aux questions féministes dès son plus jeune âge, par exemple lors d'une conférence sur le droit de vote des femmes à Västerås. Juste après l'obtention de sa licence, elle rejoint le Comité permanent des femmes médecins (Kvinnliga läkares permanenta kommitté, KLPK). Ce groupe lutte contre la discrimination à l'égard des femmes médecins à une époque où la compétence était généralement attribuée aux hommes. Le professionnalisme est la principale stratégie du groupe et influence profondément le comportement professionnel de Nanna Svartz.